# جام قهرمانان کونکاکاف ۱۹۶۵
جام قهرمانان کونکاکاف ۱۹۶۵ دوره‌ای دیگر از مسابقات بین‌المللی فوتبال باشگاهی سالانه جام قهرمانان کونکاکاف بود که در منطقه کونکاکاف (آمریکای شمالی، آمریکای مرکزی و دریای کارائیب)، برگزار شد.
این مسابقات با حضور ۱۲ تیم از ۱۲ کشور مختلف برگزار شد: کاستاریکا، السالوادور، گواتمالا، هندوراس، نیکاراگوئه، پاناما، جامائیکا، هائیتی، کوبا، آنتیل هلند، گویان هلند و ترینیداد و توباگو. این مسابقات از ۳ اکتبر ۱۹۶۵ تا ۳۱ مارس ۱۹۶۱ برگزار شد.
این مسابقات به سه منطقه (آمریکای شمالی، آمریکای مرکزی و کارائیب) تقسیم شد، که هر منطقه تیم برنده را به مسابقات نهایی فرستاد، جایی که برندگان گروه‌های مرکزی و شمالی در نیمه‌نهایی بازی کردند تا مشخص شود چه تیمی در فینال با قهرمان گروه کارائیب بازی می‌کند. تمامی مسابقات تحت سیستم بازی خانگی/خارج از خانه برگزار شد.
هیچ قهرمانی اعلام نشد زیرا فینال مسابقات برگزار نشد: مسابقات باطل اعلام شد.

## منطقه آمریکای شمالی
در این منطقه هیچ مسابقه‌ای برگزار نشد زیرا هیچ تیمی شرکت نکرد.

## منطقه آمریکای مرکزی

### مرحله اول
| آگویلا | ۴–۱ | آئورورا |
| ------ | --- | ------- |
|        |     |         |

| آئورورا | ۱–۲ | آگویلا |
| ------- | --- | ------ |
|         |     |        |

| سانتا سسیلیا | ۲–۱ | المپیا |
| ------------ | --- | ------ |
|              |     |        |

| المپیا | ۳–۰ | سانتا سسیلیا |
| ------ | --- | ------------ |
|        |     |              |

| یونیون اسپانیولا | ۱–۱ | ساپریسا |
| ---------------- | --- | ------- |
|                  |     |         |

| ساپریسا | ۸–۰ | یونیون اسپانیولا |
| ------- | --- | ---------------- |
|         |     |                  |

### مرحله دوم
| آگویلا | ۴–۲ | المپیا |
| ------ | --- | ------ |
|        |     |        |

| المپیا | ۱–۰ | آگویلا |
| ------ | --- | ------ |
|        |     |        |

### مرحله سوم
| آگویلا | ۱–۲ | ساپریسا |
| ------ | --- | ------- |
|        |     |         |

| ساپریسا | ۰–۰ | آگویلا |
| ------- | --- | ------ |
|         |     |        |

## منطقه کارائیب

### مرحله اول

#### گروه A
مسابقات قرار بود از ۱۳ تا ۱۷ دسامبر ۱۹۶۵ در ویلمستاد، آنتیل هلند برگزار شوند اما لغو شدند.
| تیم ۱        | نتیجه | تیم ۲        |
| ------------ | ----- | ------------ |
| ریلویز       | لغو   | اینداستریالز |
| ایگل نویر    | لغو   | ریلویز       |
| اینداستریالز | لغو   | ایگل نویر    |

#### گروه B
مسابقات قرار بود از ۱۳ تا ۱۷ دسامبر ۱۹۶۵ در اورنجستاد، آنتیل هلند برگزار شوند اما لغو شدند.
| تیم ۱    | نتیجه | تیم ۲    |
| -------- | ----- | -------- |
| پاراگون  | لغو   | ترانسوال |
| ترانسوال | لغو   | آرسی‌ای   |
| آرسی‌ای   | لغو   | پاراگون  |

## فینال
| تیم ۱   | نتیجه نهایی | تیم ۲               | بازی رفت | بازی برگشت |
| ------- | ----------- | ------------------- | -------- | ---------- |
| ساپریسا | w/o         | برنده منطقه کارائیب |          |            |

فینال به دلیل لغو شدن مسابقات کارائیب برگزار نشد.